# Khirbat al-Jawfa
Khirbat al-Jawfa  est un ancien village arabe palestinien du sous-district de Jénine, en Palestine mandataire. Vidé de sa population lors de la guerre israélo-arabe de 1948, il n'a laissé que des ruines.

## Emplacement
Le village était situé à 12 km à l'ouest de Jénine, sur un petit plateau circulaire qui prolonge le versant nord du Jabal Faqqu'a. Il surplombait la vallée du Jourdain au nord et au nord-est et était relié par un chemin de terre au village de Tall al-Shawk, dans le sous-district de Beisan.

## Histoire

### Période britannique
Sous le mandat britannique, le village était classé comme hameau dans le Palestine Index Gazetteer.
Il a probablement été occupé par les forces de la brigade Golani dans le cadre de l'opération Gédéon, déclenchée le 12 mai 1948. C'est cette date que l'historien israélien Benny Morris retient pour le dépeuplement du village. Selon son confrère palestinien Walid Khalidi, la majeure partie des villageois s'est réfugiée à Jénine et dans les environs après que les forces israéliennes eurent pris le contrôle de la ville de Beisan, le 15 mai 1948.

### Période israélienne
Selon Walid Khalidi, la ligne d'armistice de 1948 entre Israël et la Cisjordanie passait juste à l'ouest de Khirbat al-Jawfa, coupant à travers le territoire du village voisin de Faqqu'a, en Cisjordanie. Les terres de ce village qui se trouvaient du côté israélien ont été fusionnées avec celles de Khirbat al-Jawfa pour former un territoire unique. Le kibboutz Ma'ale Gilboa, fondé en 1962, est situé à l'intérieur de ce territoire, au sud-ouest du site du village.
Walid Khalidi décrit ainsi ce qui subsistait du village en 1992 : « Bien que des pans de murs subsistent, la plupart des maisons ont été réduites en ruines. Toute la zone a été clôturée et est utilisée comme aire de pâture pour les vaches. Un grand réservoir d'eau appartenant au kibboutz Ma'ale Gilbo'a se trouve sur le site. »